# Gers
|  | Per a altres significats, vegeu «Gers (desambiguació)». |

Gers (en occità Gers o Gèrç i en francès Gers) és un departament de la regió Occitània a França, que té per capital Auch. Li dona nom el riu Gers, afluent de la Garona.

## Etimologia
En occità existeixen les dues formes atestades: Gers amb e tancada i Gèrs amb è oberta, segons el que diu una obra de referència com ara el Dictionnaire du béarnais et du gascon modernes de Simin Palai. La forma Gers amb e tancada és més normativa, més referencial i preferible perquè és més regular respecte a l'etimologia llatina Ægirtius (on i llatina breu dona normalment e tancada occitana). Les formes Gerç i Gèrç respecten més l'etimologia llatina (-tius esdevé -ç)

## Història
Gers és un dels vuitanta-tres departaments originals creats durant la Revolució Francesa el 4 de març del 1790 (en aplicació de la llei del 22 de desembre de 1789). Va ser creat a partir de territoris pertanyents a l'antiga província de Gascunya.

## Geografia
El Gers està dividit en tres districtes, 31 cantons i 463 municipis.

## Política
L'any 2004, el socialista Philippe Martin fou reelegit com a president del Consell General del Gers.
Les principals atribucions del Consell General són votar el pressupost del departament i escollir d'entre els seus membres una comissió permanent, formada per un president i diversos vicepresidents, que serà l'executiu del departament. Actualment, la composició política d'aquesta assemblea és la següent:
- Partit Socialista (PS): 17 consellers generals
- Unió per un Moviment Popular (UMP) : 10 consellers generals
- Partit Comunista Francès (PCF): 3 consellers generals
- No-adscrits d'esquerra: 1 conseller general